# Diocèse de Zanzibar
Le diocèse de Zanzibar (en latin : dioecesis Zanzibarensis ; en kiswahili : jimbo la Zanzibar ; en anglais : diocese of Zanzibar) est une église particulière de l'Église catholique en Tanzanie.
Érigé en 1980, il couvre l'ancien sultanat de Zanzibar, ancien protectorat britannique.
Suffragant de l'archidiocèse métropolitain de Dar es Salam, il relève de la province ecclésiastique éponyme.
Depuis 1996, Mgr Augustine Ndeliakyama Shao est l'évêque diocésain de Zanzibar.

## Territoire
Le diocèse de Zanzibar couvre les îles d'Unguja et de Pemba, deux des trois îles principales de l'archipel de Zanzibar.

## Histoire
La préfecture apostolique de Zanguebar est érigée le 26 février 1860. Le 23 novembre 1883, elle est élevée au rang de vicariat apostolique, sous le nom de vicariat apostolique de Zanguebar. Le 16 novembre 1887, il est partagé en deux : celui du Zanguebar septentrional et celui du Zanguebar méridional. Le sultanat de Zanzibar relève du premier.
Le vicariat apostolique de Zanzibar est érigé le 21 décembre 1906. Il est supprimé le 25 mars 1953.
Par la constitution apostolique Ea sanctissima du 8 mai 1955, le pape Pie XII érige le diocèse de Mombasa et Zanzibar.
Le 10 décembre 1963, le sultanat de Zanzibar recouvre sa souveraineté. Par le décret Quo aptius du 12 décembre 1964, la Sacrée congrégation pour la propagation de la foi érige l'administration apostolique de Zanzibar et Pemba, dont le territoire couvre celui du sultanat. Le même jour, le sultan Jamshid ben Abdallah est renversé lors de la révolution de Zanzibar.
Par la constitution apostolique Cum Administratio du 28 mars 1980, le pape Jean-Paul II élève l'administration apostolique au rang de diocèse, sous le nom de diocèse de Zanzibar.

## Cathédrale
La cathédrale Saint-Joseph de Zanzibar, dédiée à saint Joseph, est la cathédrale du diocèse.

## Ordinaires

### Vicaires apostoliques de Zanzibar
- 1906-1913 : Émile-Auguste Allgeyer, CSSp
- 1913-1930 : John Gerald Neville, CSSp
- 1932-1946 : John Heffernan, CSSp
- 1946-1953 : John Joseph McCarthy, CSSp

### Évêque de Mombasa et Zanzibar
- 1957-1964 : Eugene Joseph Butler, CSSp[5]

### Administrateurs apostoliques de Zanzibar et Pemba
- 1964-1966 : Edgard Aristide Maranta, OFM[6]
- 1966-1968 : Joseph Sipendi[7]
- 1968-1973 : Adriani Mkoba[8]
- 1973-1980 : Bernard Martin Ngaviliau, CSSp[9]

### Évêques de Zanzibar
- 1980-1996 : Bernard Martin Ngaviliau, CSSp
- depuis 1996 : Augustine Ndeliakyama Shao, CSSp[10]